# Wilhelm Carl Gustav von Doderer

Wappen derer von Doderer

Wilhelm Carl Gustav Ritter von Doderer (* 16. August 1854 in Klosterbruck; † 1. November 1932 in Wien) war ein österreichischer Architekt, Ingenieur und Bauunternehmer aus der Familie von Doderer. 

## Leben
Nach dem Besuch des Wiener Gymnasiums „Theresianum“ studierte Wilhelm Carl Gustav von Doderer 1871–76 bei seinem Vater, Carl Wilhelm Christian von Doderer, am Polytechnischen Institut Wien (seit 1872 Technische Hochschule Wien) Architektur. Noch während des Studiums lernte er durch seinen Vater den Bauunternehmer Heinrich (ab 1875: von) Hügel (1828–1899) kennen, dessen in München ansässiges Unternehmen „Hügel & Sager“ (gegründet 1869) auf den Eisenbahnbau spezialisiert war. 
Nach dem Abschluss des Studiums trat Doderer in Hügels Unternehmen ein und assistierte ihm bei verschiedenen Bauwerken. Zuerst bei der Errichtung von Hügels Villa in Darmstadt (1878) und dem Spielcasino in Bad Kissingen (1878–1880). Später dann beim Bau verschiedener Eisenbahnstrecken. Seine erfolgreiche Tätigkeit für die Firma machten Doderer zum bevorzugten Heiratskandidaten für Hügels dritte Tochter, Louise Wilhelmine (genannt Willy) von Hügel (1862–1946). Nach der Heirat 1881 übernahm Doderer die Vertretung des Unternehmens in Österreich-Ungarn. Von 1893 bis 1895 übersiedelte er mit seiner Familie nach Schleswig-Holstein, um im Auftrag von Hügel & Sager einen der längsten Bauabschnitte des Nord-Ostsee-Kanals (früher: Kaiser-Wilhelm-Kanal) zu errichten.
Seine besonderen Fähigkeiten als Ingenieur und Geschäftsführer machten Wilhelm von Doderer zum natürlichen Nachfolger der bisherigen Firmeninhaber Heinrich von Hügel und Michael Sager, als sich diese aus Altersgründen schrittweise aus dem Geschäftsleben zurückzogen. Nach der Hinzunahme weiterer Geschäftspartner firmierte das Bauunternehmen nun unter dem Namen „Doderer, Göhl & Sager“ und stieg in den folgenden Jahrzehnten zu einem der größten Eisenbahnbauer der Donau-Monarchie auf. 
Doderer wirkte in leitender Position mit beim Bau der Tauernbahn, der Karawankenbahn, der Mittenwaldbahn, der Wienflussregulierung und der Wiener Stadtbahn. Für seine Leistungen erhielt er den Ehrentitel „k.k. Ober-Baurat“ verliehen. Durch Arthrose fast gelähmt musste Doderer 1917 die Leitung seiner Firma aufgeben und auf seinen Schwiegersohn August Mayer übertragen. Dabei überging Doderer seinen Sohn, Wilhelm (genannt Immo) von Doderer, da er ihn trotz Ingenieursausbildung als nicht ausreichend befähigt ansah. 
August Mayer führte das Unternehmen in Innsbruck (Tirol) mit seinem Geschäftspartner Karl Innerebner mit dem Namen „Innerebner & Mayer“ weiter. Unter dieser Bezeichnung ist es dort noch heute im Baugeschäft tätig.
Neben seiner Tätigkeit als Bauunternehmer war Doderer auch Hauptaktionär bei der in Wien ansässigen Großbank Creditanstalt (Viertgrößter Aktionär) und bei den Wienerberger Ziegelwerken. Während er bei der Creditanstalt über Jahre dem „Revisionsausschuß“ angehörte, saß Doderer bei Wienerberger von 1911 bis zu seinem Tod 1932 im Aufsichtsrat. Die Familie von Doderer zählte mit einem Vermögen von rund 12 Millionen Kronen zu den Reichsten der Doppelmonarchie. Dieses wurde aber im Verlauf des Ersten Weltkrieges durch die kontinuierliche Zeichnung österreichischer Kriegsanleihen stark vermindert.
Wilhelm Carl Gustav von Doderer ist zusammen mit seiner Frau Louise Wilhelmine in einer Familiengruft auf dem Wiener Zentralfriedhof bestattet (Grabadresse: 59D/ Nr. 3). Die dazugehörende Grabstele wurde von dem Architekten Max von Ferstel entworfen (ein Schwager Doderers).

## Familie
Wilhelm von Doderers Eltern waren der österreichische Architekt und Professor Carl Wilhelm Christian Ritter von Doderer (1825–1900) und Maria von Greisinger (1835–1914), Tochter des Professors und Mathematikers Gustav Adolf von Greisinger (1793–1868). Der erbliche Adel war Wilhelms Vater 1877 verliehen worden. Während Wilhelm von Doderer katholisch getauft war, gehörte seine Frau Wilhelmine wie der überwiegende Teil der Familie der evangelischen Minderheit in Österreich-Ungarn an. Wilhelm und Wilhelmine hatten sechs Kinder; das jüngste war der spätere Schriftsteller Heimito von Doderer:
- Ilse (verh. Mayer) (1882–1979)
- Almuth (verh. Martinek) (1884–1978)
- Wilhelm (genannt Immo) (1886–1975)
- Helga (verh. Hauer) (1887–1927)
- Astri (verh. Stummer von Traunfels) (1893–1989)
- Heimito (1896–1966)

Wilhelm Carl von Doderer war außerdem der Bruder des österreichischen Industriellen Richard von Doderer (1876–1955).